# Aeroporto de Sisimiut
O Aeroporto de Sisimiut é um aeroporto em Sisimiut, no município de Qeqqata, oeste da Gronelândia. É um dos aeroportos mais movimentados da Gronelândia e é servido unicamente pela Air Greenland com voos para Aasiaat, Nuuk, Kangerlussuaq, Maniitsoq e Ilulissat. Possui uma pista asfaltada com 799 metros de comprimento.